# Diocèse d'Elbląg
Le diocèse d'Elbląg (en latin : Dioecesis Elbingensis) est un diocèse catholique de Pologne de la province ecclésiastique de Warmie dont le siège est situé à Elbląg. Le diocèse comprend la partie occidentale de la voïvodie de Varmie-Mazurie et la partie orientale de la voïvodie de Poméranie. En 2023, son territoire est divisé en 20 doyennés et 158 paroisses, servis par 11 diacres et 317 prêtres. L'évêque actuel est Jacek Jezierski (de), depuis 2014. 

## Historique
Le diocèse a été érigé le 25 mars 1992, dans le cadre de la réorganisation des diocèses polonais voulue par le pape Jean-Paul II avec la bulle Totus tuus Poloniae populus, prenant son territoire des diocèses de Chełmno, Gdańsk et Warmie (le premier devenant le diocèse de Pelplin, et les deux autres étant élevés au rang d'archidiocèse).

Localisation du diocèse.
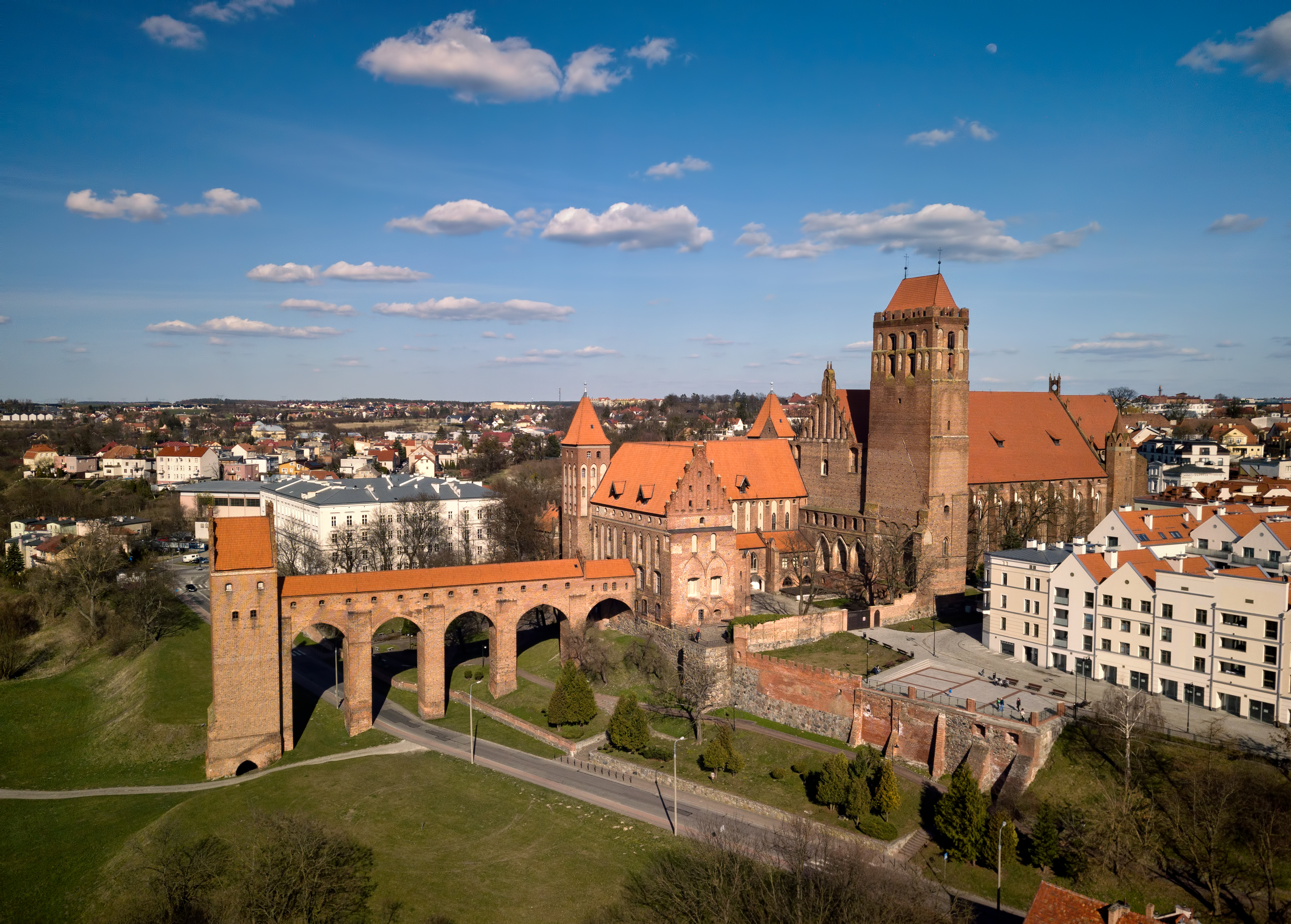
La co-cathédrale (à droite) et le château de Kwidzyn.

## Églises importantes du diocèse d'Elbląg
L'église Saint-Nicolas (de) (en polonais : Katedra św. Mikołaja) est la cathédrale d'Elbląg.
La co-cathédrale Saint-Jean-l'Évangéliste (en polonais : Konkatedra św. Jana Ewangelisty) de Kwidzyn.
La co-cathédrale Saint-Adalbert (en polonais : Konkatedra św. Wojciecha) de Prabuty.

## Évêques
- Andrzej Śliwiński, du 25 mars 1992 jusqu'à sa démission le 2 août 2003,
- Jan Styrna (pl), du 2 août 2003 jusqu'à sa démission le 10 mai 2014,
- Jacek Jezierski (de), depuis le 10 mai 2014.

- Évêques auxiliaires :
  - Józef Wysocki, du 25 mars 1992 jusqu'au 31 octobre 2015.